# Municipio de Perth
El municipio de Perth (en inglés: Perth Township) es un municipio ubicado en el condado de Walsh en el estado estadounidense de Dakota del Norte. En el año 2010 tenía una población de 52 habitantes y una densidad poblacional de 0,56 personas por km².

## Geografía
El municipio de Perth se encuentra ubicado en las coordenadas 48°14′38″N 98°5′20″O / 48.24389, -98.08889. Según la Oficina del Censo de los Estados Unidos, el municipio tiene una superficie total de 93.08 km², de la cual 89,86 km² corresponden a tierra firme y (3,46 %) 3,22 km² es agua.

## Demografía
Según el censo de 2010, había 52 personas residiendo en el municipio de Perth. La densidad de población era de 0,56 hab./km². De los 52 habitantes, el municipio de Perth estaba compuesto por el 100 % blancos. Del total de la población el 0 % eran hispanos o latinos de cualquier raza.